# Дзеніс Освальд Петрович
Дзеніс Освальд Петрович (27.06.1896–10.03.1937) — партійний та державний діяч, науковець. Доктор юридичних наук (1934), член-кореспондент ВУАН (1934). Від 1915 член РСДРП–ВКП(б). 
Народився в м. Рига (нині столиця Латвії). 1918–20 – на нелегальній партійній роботі в Латвії, комісар 1-ї, 5-ї, 8-ї та 11-ї дивізій РСЧА (див. Радянська армія), 1920 – в.о. члена Реввійськради 15-ї армії. В листопаді 1920 – червні 1923 – нач. інформаційно-статистичного відділу Розвідувального управління штабу РСЧА. Із середини 1923 – на нелегальній роботі в Латвії, був заарештований і засуджений до 5 років каторги. 1926 обміняний радянськими спецслужбами та вивезений до СРСР. Навчався на юридичному факультеті Московського університету, правовому відділенні Інституту червоної професури (1927–30). Від весни 1934 працював в УСРР: віце-президент (1934), президент Всеукраїнської асоціації марксистсько-ленінських інститутів (1935); відповідальний редактор журналу "Під марксо-ленінським прапором"; зав. кафедри радянського будівництва Інституту червоної професури в Києві. Член ЦВК УСРР 13-го скликання (від січня 1935). Автор близько 40 науково-популярних та пропагандистських брошур і статей з питань "партійно-радянського будівництва", на міжнародні теми, в т. ч.: "Фашизм у Латвії", "Німецький фашизм: Про соціальну природу і масовий базис гітлерівської партії" (обидві – 1933), "Завдання зміцнення диктатури пролетаріату в другій п'ятирічці" (1934), "Італо-абіссінська війна" (1935) та ін. В листопаді 1936 заарештований. Необґрунтовано звинувачений у причетності до "право-лівацької контрреволюційної організації в Україні".
Страчений у Москві. Реабілітований Військовою колегією Верховного суду СРСР 28 грудня 1955